# Гудвин, Чарльз Виклиф
Чарльз Уиклифф Гудвин (англ. Charles Wycliffe Goodwin; 1817, Кингс-Линн — 1878, Шанхай) — британский востоковед.

## Увлечение востоковедением
В возрасте 9 лет ему попалась в «Quarterly Review» статья об открытиях Шампольона, и с тех пор он почувствовал стремление к занятиям египтологией, интересуясь и другими отраслями знания.
Был недолго профессором в Кембридже. 
Был британским консулом в Шанхае. Пребыванием в Китае он воспользовался для основательного изучения китайского и японского языков, но любимым его занятием оставалась египтология.

## Труды
- «Hieratic Papyri» (в «Cambridge Essays», 1854; статья, замечательная в истории науки),
- «One test of the book of Dead, belonging to the old kingdom» (A. Z. 1866),
- «On king Semempses» (ibid. 1867),
- «Topographical notes from coptic papyri» (ibid. 1869),
- «Gleanings in coptic Lexicography» (ibid. 1867—71),
- «A Graeco-Egypt. work upon Magic from a papyrus in the Br. Mus.» (Лонд., 1852),
- «Coptic papyri and other mss. brought from the East» («Archaeologia», 38, 447),
- «Curiosities of Law conveyancing among the Copts of the Eighth Century» («The law Magaz.», Лонд., 1859),
- «The oldest manuscr. of the World» («Chambers’s Journ.» 1859 № 267).

### Переводы
- Автор переводов египетских текстов в «Records of the past» и в «Transactions» Библейского археологического общества.

### Прочее
- Из трудов в других отраслях знания особенной известностью пользуется его «The Mosaic Cosmogony».
- Англосаксонская литература обязана ему многими важными изданиями и исследованиями («Anglo-Saxon Life of St.-Guthlac», «Anglo-Saxon legends of St.-Andrew and St.-Veronia» и др.).